# 二重唱 (デュエット)
「二重唱（デュエット）」は、岩崎宏美の楽曲。1975年4月25日にビクター音楽産業からデビューシングルとしてリリースされた。

## 概要
A面の「二重唱（デュエット）」だけでなく、B面収録の「月見草」も頻繁にコンサートで取り上げられ、ノーマイクでの歌唱が慣例となっている。
実妹の岩崎良美が「二重唱（デュエット）」をカバーしており、2013年のアルバム『The Reborn Songs～シクラメン～』に収録された。

## 収録曲
1. 二重唱（デュエット）（2分56秒）
作詞：阿久悠／作曲：筒美京平／編曲：萩田光雄
2. 月見草（3分13秒）
作詞：阿久悠／作曲：筒美京平／編曲：萩田光雄

## 収録アルバム
- あおぞら
- GOLDEN☆BEST 岩崎宏美